# E-8 Joint STARS
E-8 Joint STARS (від англ. Joint Surveillance Target Attack Radar System) — літак радіоелектронної розвідки. Літак призначений для 

## Бойове застосування

### Російсько-українська війна
27 грудня 2021 року Сполучені Штати вперше відправили до України, для спостереження вздовж окупованих території, літак бойового управління та цілевказівки E-8 Joint Stars.
Розвідувальний Boeing E-8C Повітряних сил США піднявся в небо з авіабази Рамштайн, що у Німеччині, подолав повітряний простір Європи та направився до України.
Пролетівши від західного кордону нашої держави, над північними та центральними областями, літак приступив до виконання свого розвідувального завдання на південь від Харкова у напрямку окупованого Донбасу.

## Тактико-технічні характеристики
- Екіпаж: 4 (пілот, другий пілот, офіцер бойових систем, бортінженер)
- Пасажиромісткість: 18 спеціалістів (залежно від місії)
- Довжина: 46,61 м
- Висота: 12,95 м
- Розмах крила: 44,42 м
- Нормальна злітна маса: 152 407 кг
- Двигун: 4 × ТРДД Pratt & Whitney TF33-P-102C

Льотні параметри :
- Крейсерська швидкість: 720 км/год до 945 км/год
- Тривалість польоту: 9 год
- Стеля: 13 000 м

Авіоніка :
- AN/APY-7 радар із синтетичною апертурою
- 12 ARC-164 УВЧ-радіоприймачів HAVE QUICK
- 2 ARC-190 КХ-радіостанції
- 3 УКХ-радіостанції